# CANDy
『CANDy』（キャンディ）は、白泉社が発行していたローティーン向けファッション雑誌である。

## 概要
2000年1月に『花とゆめ』の増刊号及び準季刊誌として刊行スタート。2001年6月に独立して創刊。2003年1月号より隔月奇数月の刊行となる。ローティーン向け雑誌市場の競争激化により、2006年3月号にて休刊。

## 主な掲載モデル
CANDyの掲載モデルは「CANモ」という愛称で呼ばれていた。
- 蒼井優
- 安部由夏（第9回CANモ・グランプリ）
- 有紗
- 上原千夏子（JJ 専属モデルとして活動）
- 大塚望
- 大縄彩香
- 大場麻未
- 大政絢（Seventeen、non-no専属モデルとして活動）
- 岡本奈月
- 北村佳織（第18回CANモ・グランプリ）
- 小松彩夏（第6回CANモ・グランプリ）
- 近野成美
- 早乙女未来
- 笹岡莉紗
- 篠原さや
- 千葉美瑛子
- 仲里依紗（第13回CANモ・グランプリ）
- 芳賀優里亜
- 平田薫（第12回CANモ・グランプリ）
- 松本夏空
- 水沢エレナ（第14回CANモ・グランプリ、Seventeen専属モデルとして活動）
- 森絵梨佳
- 吉田理沙子（第10回CANモ・グランプリ）
- 渡辺美佳（第17回CANモ・グランプリ）